# Gymnocladus dioicus
Gymnocladus dioicus är en ärtväxtart som först beskrevs av Carl von Linné, och fick sitt nu gällande namn av Karl Heinrich Koch. Gymnocladus dioicus ingår i släktet Gymnocladus och familjen ärtväxter. Inga underarter finns listade i Catalogue of Life.
Trädet blir 18 till 21 meter högt. Typisk för arten är stora blad som består av flera små delar. Därför ser kronan ganska öppen ut. När nya blad utvecklas är de bronsfärgade och de blir sedan gröna. Bladen utvecklas ganska sent under våren. Trädet växer i olika jordsorter. Trädets frön är giftiga för små och medelstora djur (inklusive hunder och katter) och i rått tillstånd även för människor. Växten blommar under början av sommar och blommorna är ljusgröna till vita.
Utbredningsområdet ligger i östra USA från Oklahoma och Minnesota österut till Atlanten och i sydöstra Kanada. I söder hittas arten från Alabama österut. Trädet ingår glest fördelad i lövskogar och ibland i blandskogar. Frön sprids genom vattendrag.
Beståndet hotas av landskapsförändringar och intensivt skogabruk. Hela populationen minskar, särskild i Kanada. IUCN listar arten som sårbar (VU).

## Bildgalleri

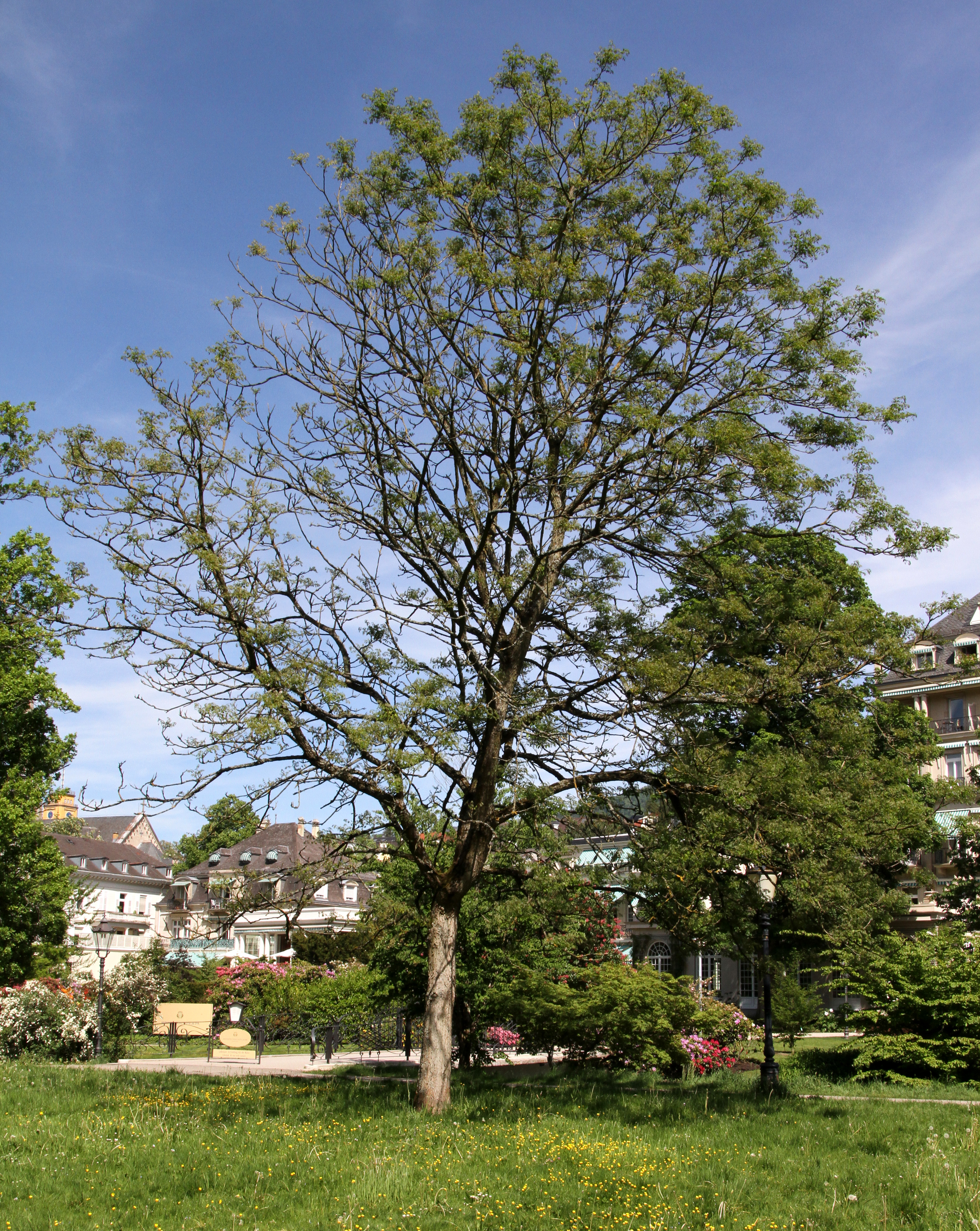
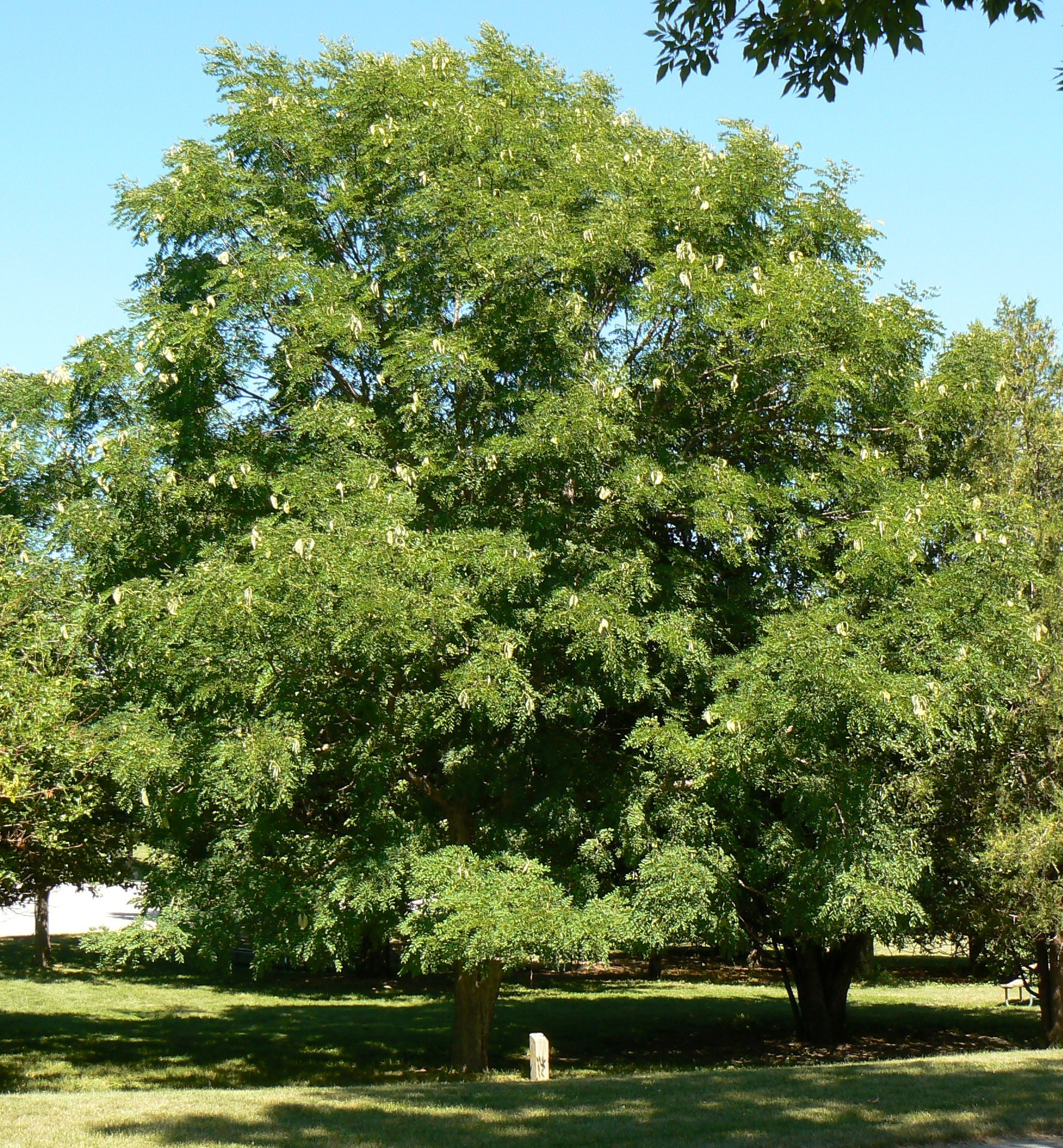
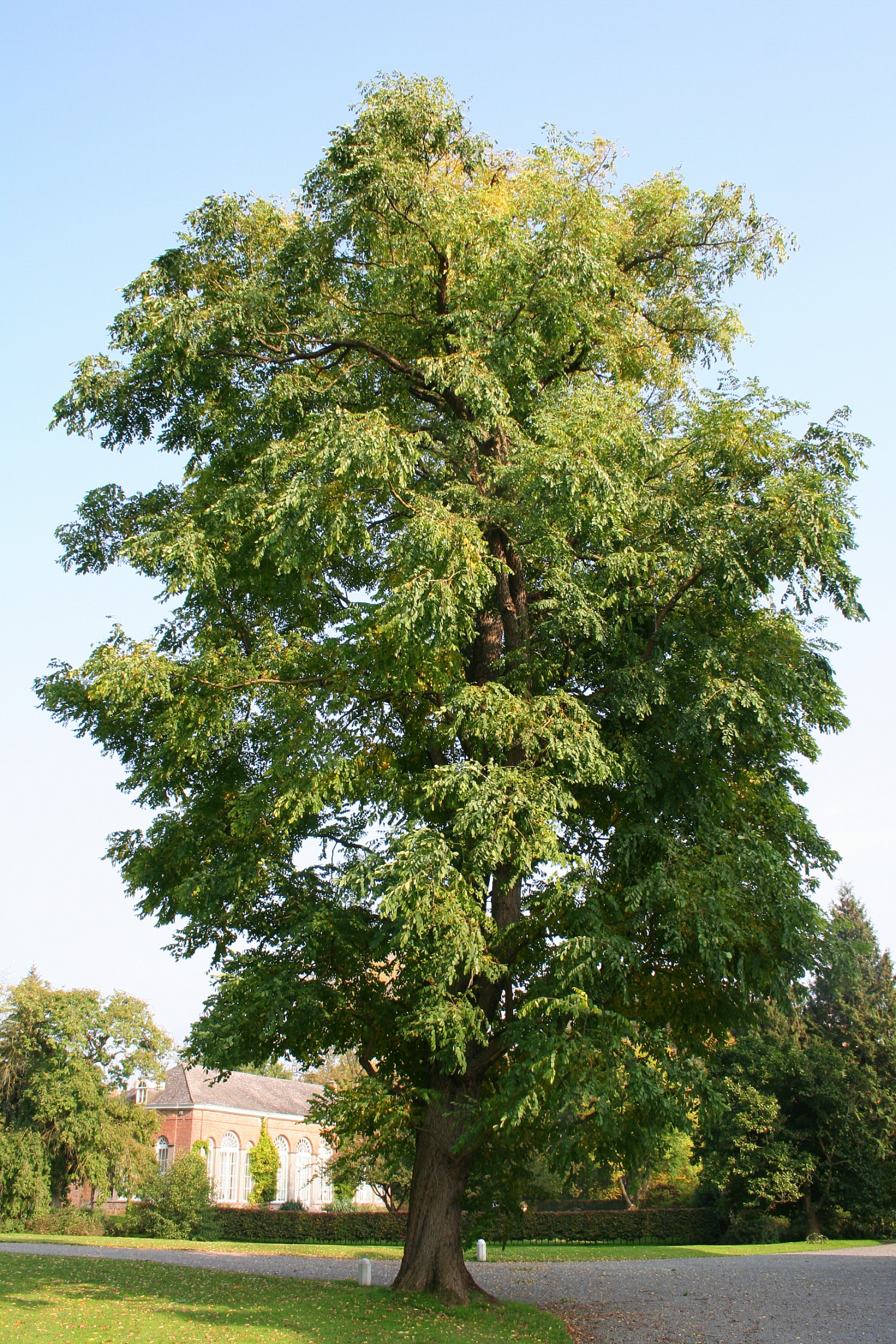
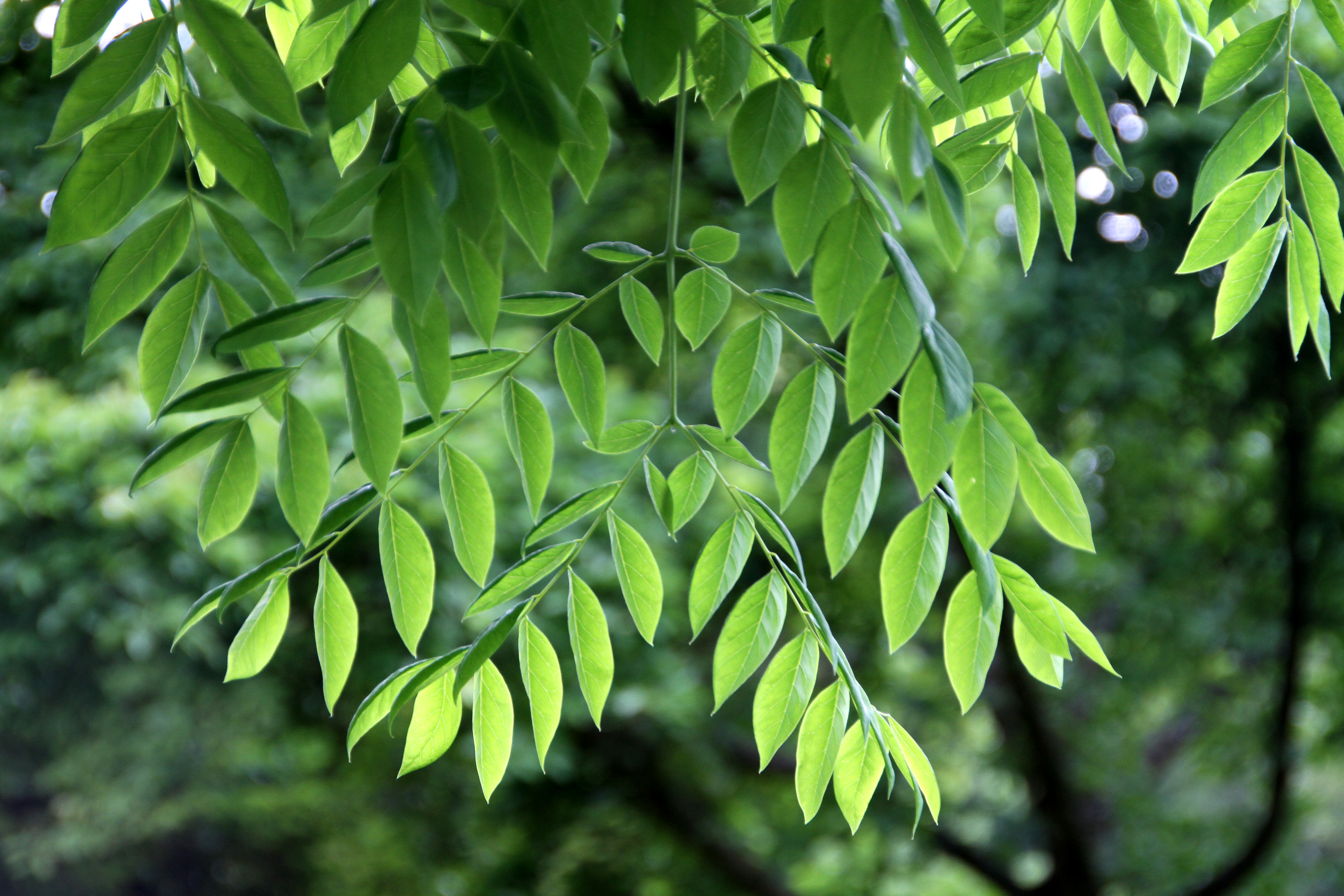
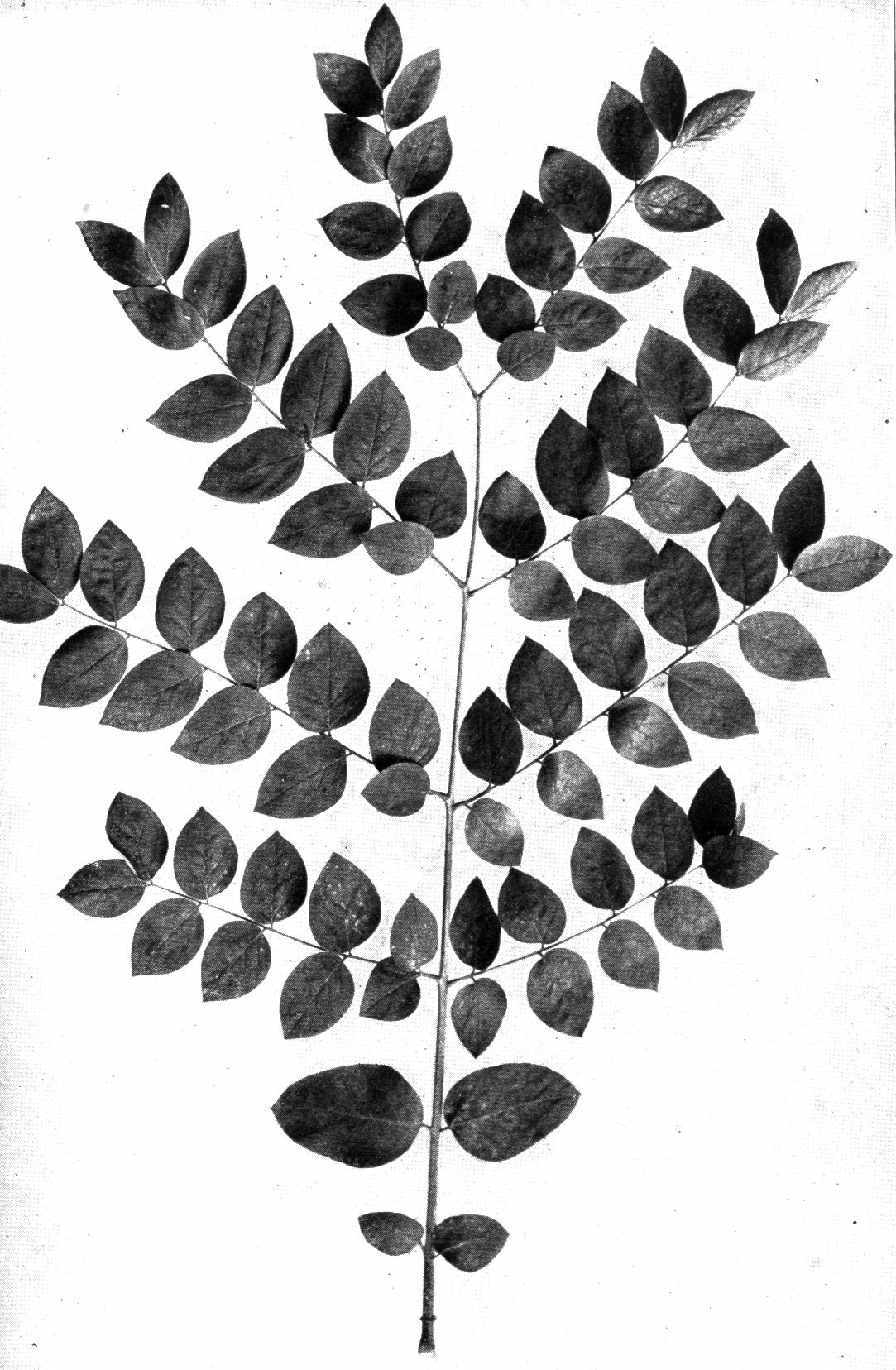
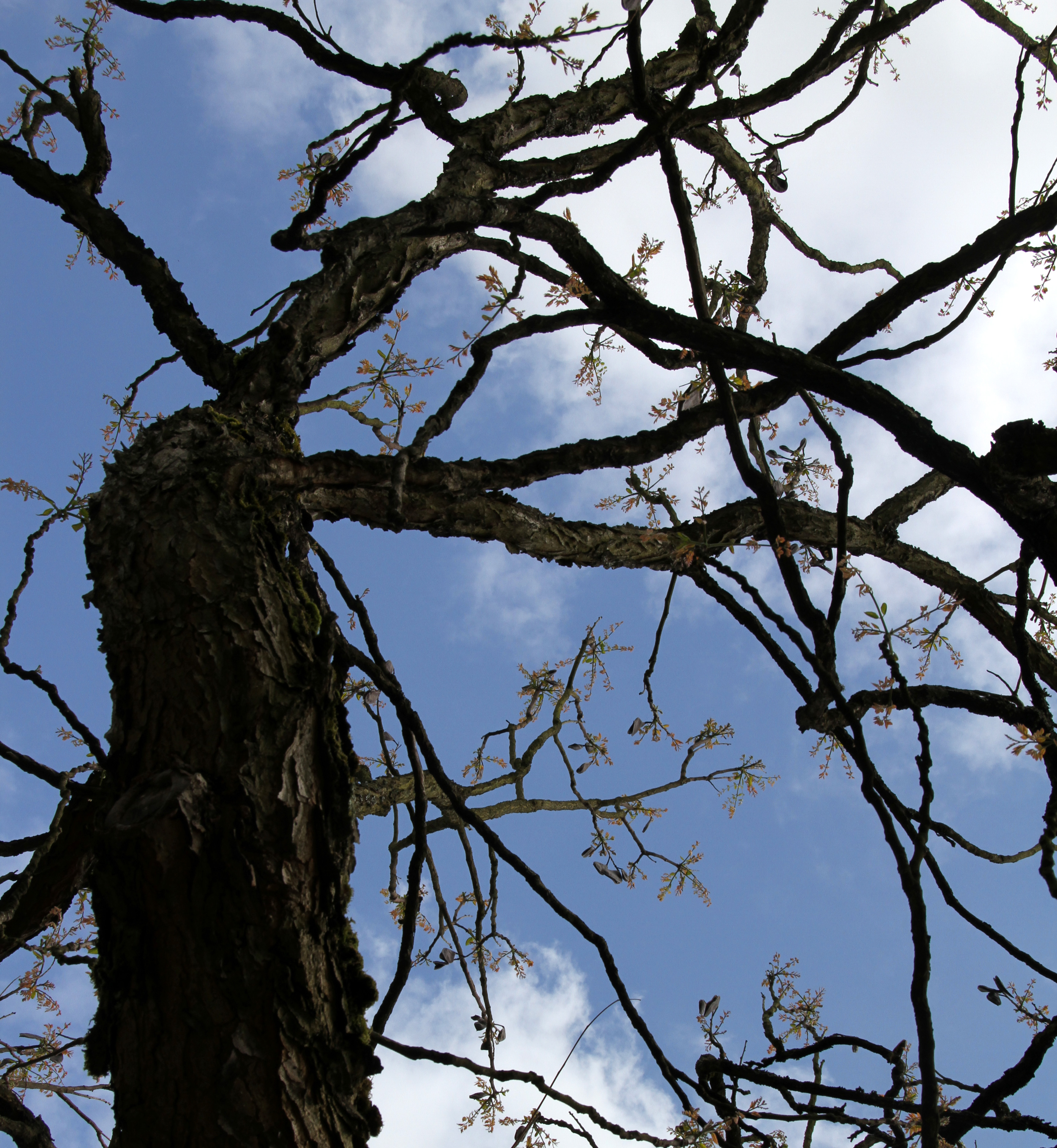
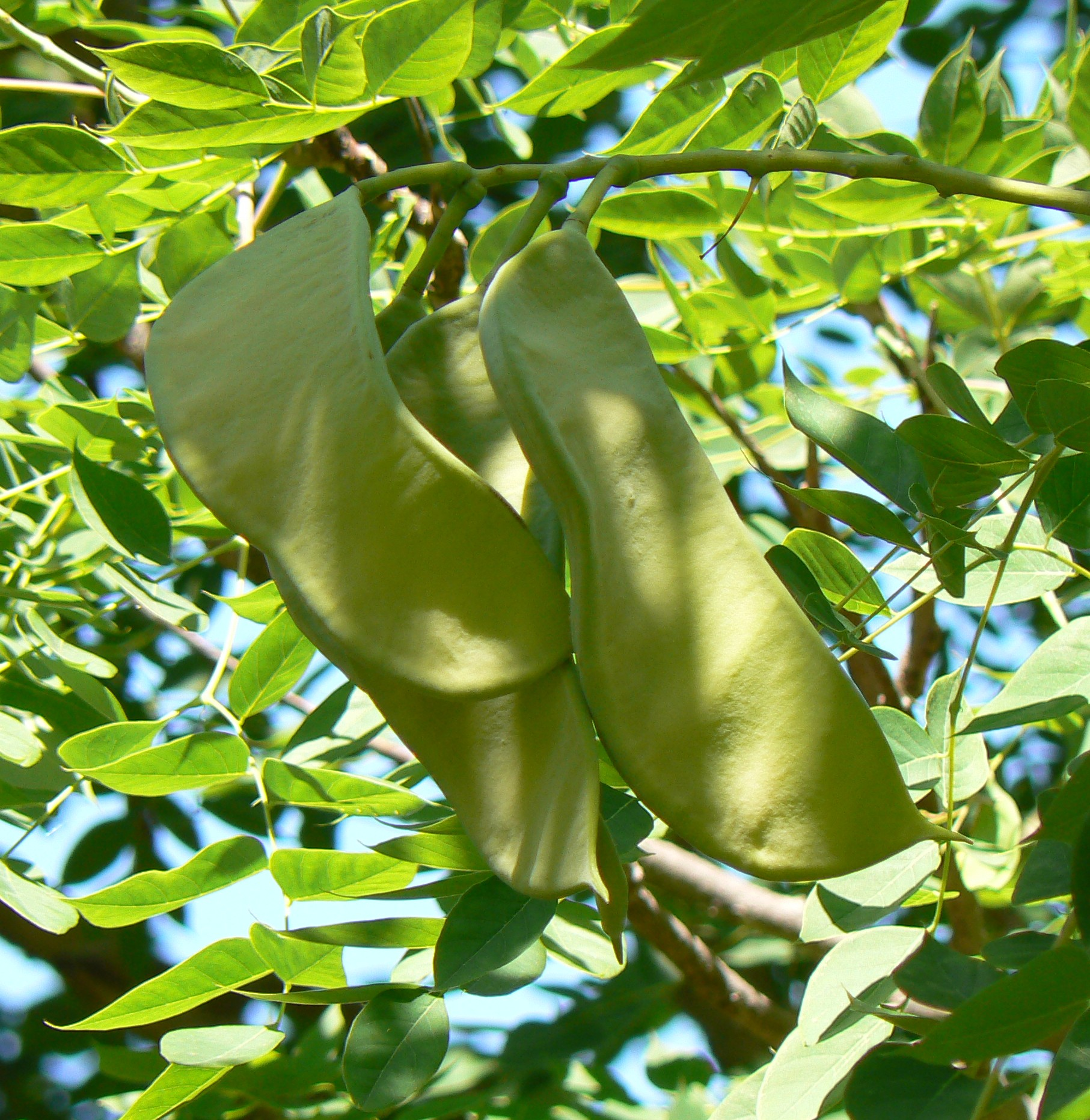
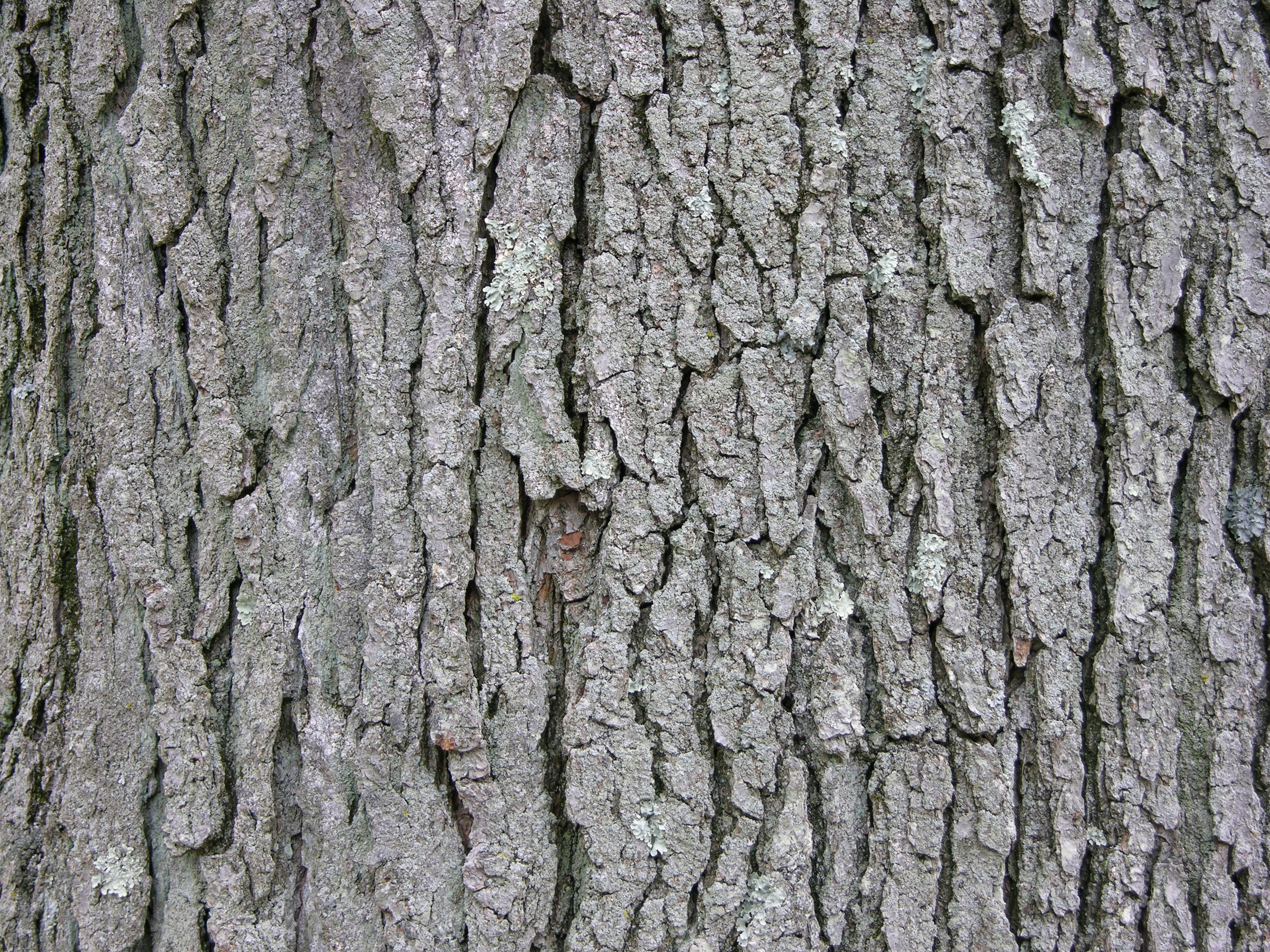
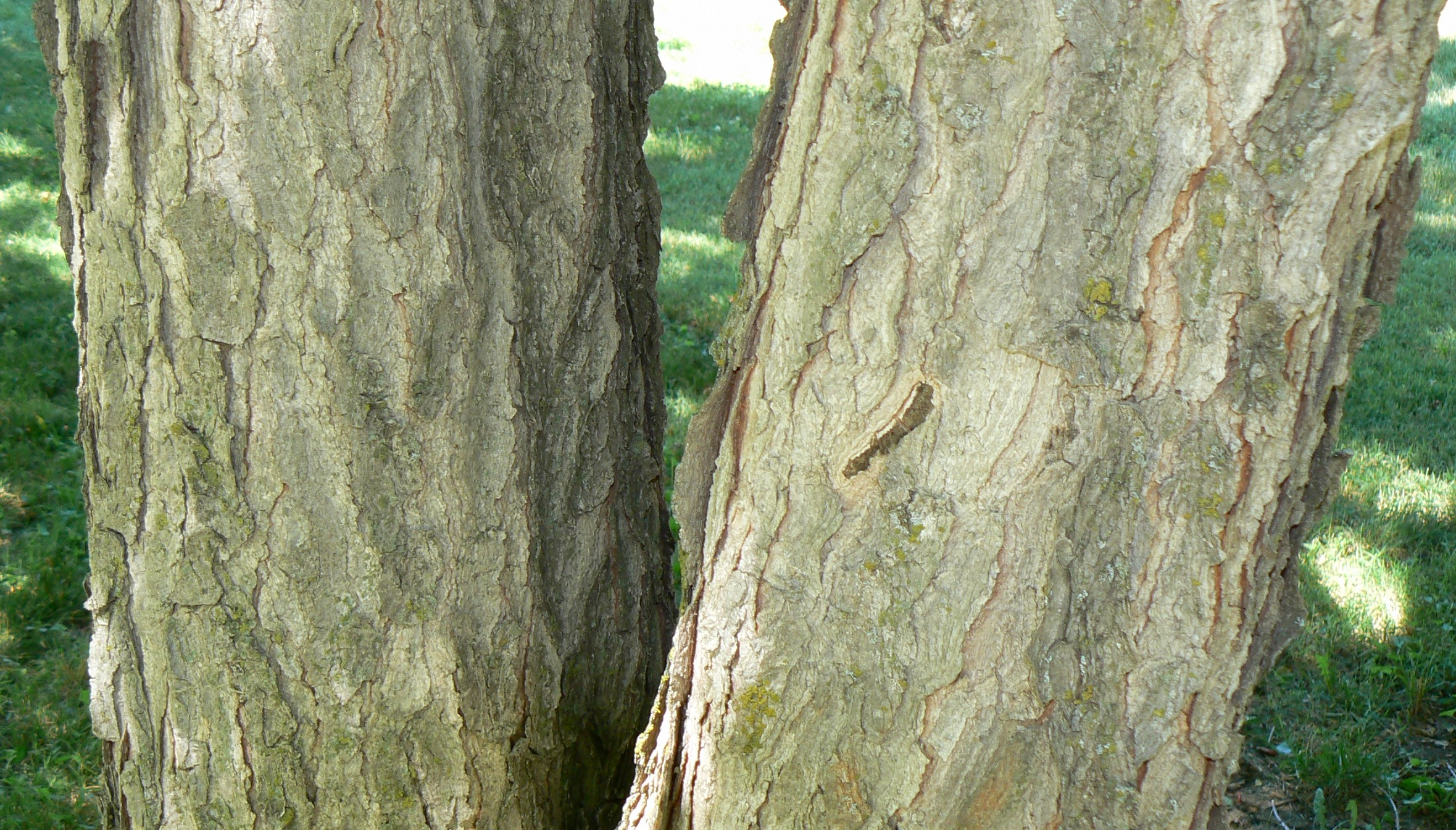